# 사인증여
|                                           |
| 미국의 재산법                             |
| 미국법 시리즈                             |
| 재산 획득                                 |
| 증여 · 취득시효 · 채권양도                |
| 유실물                                    |
| 처분 · 위탁 · 허가                        |
| 재산권                                    |
| 완전 사유권 · 단순부동산권 · 한사부동산권 |
| 생애부동산권 · 조건부 부동산권            |
| 미래권리 · 부동산 공동소유                |
| 부동산임차권 · 연립주택                   |
| 토지권리의 양도 증서                      |
| 선의의 취득자 · 권원등기제도              |
| 양도증서에 의한 금반언 · 권리 포기서      |
| 임대차 · 형평법상 재산권의 이전           |
| 소유권부담제거소송 · 국가귀속             |
| 미래사용 제한                             |
| 양도제한                                  |
| 영구구속금지의 원칙                       |
| 쉘리사건의 원칙                           |
| 상속권원우선원칙                          |
| 비소유 토지권                             |
| 지역권 · 이익                             |
| 토지와 함께 이전하는 약관                 |
| 에퀴티상의 지역권                         |
| 관련 주제                                 |
| 부착물 · 훼손 · 분할                      |
| 용수권                                    |
| 측면‧지하지지권                           |
| 네모닷                                    |
| 미국법의 다른 영역                        |
| 계약법 · 불법행위법                       |
| 유언신탁법                                |
| 형법 · 증거법                             |

사인증여(死因贈與)란 생전에 증여계약을 체결해 두고 그 효력이 증여자의 사망시부터 발생하는 것으로 정한 증여를 말한다. 유증(遺贈)과 유사하므로 유증의 규정이 준용되는데(대한민국 민법 제562조), 유증은 수증자의 승낙없이 유언에 의하여 일방적으로 증여되지만(단독행위이다), 사인증여는 수증자의 승낙이 있는 계약이라는 점이 다르며 그러한 상위(相違)에서 반드시 유증의 규정 전부가 준용되는 것은 아니다.

## 한국의 사인증여
대한민국 민법은 제562조에서 사인증여에 유증에 관한 규정을 준용하도록 규정하고 있다. 다만, 사인증여는 생전의 "계약"으로서 승낙이 필요하기 때문에(즉, 단독행위가 아니므로), 유증에 관한 규정 중에서 단독행위로서의 성격을 갖는 민법 제1061조 내지 제1063조, 민법 제1065조 내지 제1072조)의 규정은 사인증여에 관하여는 적용되지 아니한다. (대한민국 대법원 1996. 4. 12. 선고 94다37714,37721 판결)

## 미국의 사인증여
영미법에서는 gift causa mortis라고 하며 3개의 요구사항이 있다.
1. 죽음을 앞두고 고려하여야 한다.
2. 물건의 전달이 있어야 한다.
3. 증여자의 의도가 있어야 한다.